# ویاچسلاو شامیریان
ویاچسلاو آرشاکی شامیریان (ارمنی: Վյաչեսլավ Արշակի Շամիրյան؛ زادهٔ ۱۰ سپتامبر ۱۹۵۱) بازیگر تئاتر و سینما اهل ارمنستان است.

## زندگی‌نامه
وی در ۱۰ سپتامبر ۱۹۵۱ در ایروان به دنیا آمد و از تئاتر روسی استانیسلاوسکی ایروان فارغ‌التحصیل گشت. بین سال‌های ۱۹۸۹ تا ۱۹۹۳ میلادی در جنگ اول قره‌باغ شرکت نمود. وی برنده جوایزی همچون مدال موسس خورناتسی است.

## گزیده فیلمشناسی
از فیلم‌ها یا برنامه‌های تلویزیونی که وی در آن نقش داشته‌است می‌توان به آثار زیر اشاره کرد.
- باغ سیب